# Świat (ozdoba)

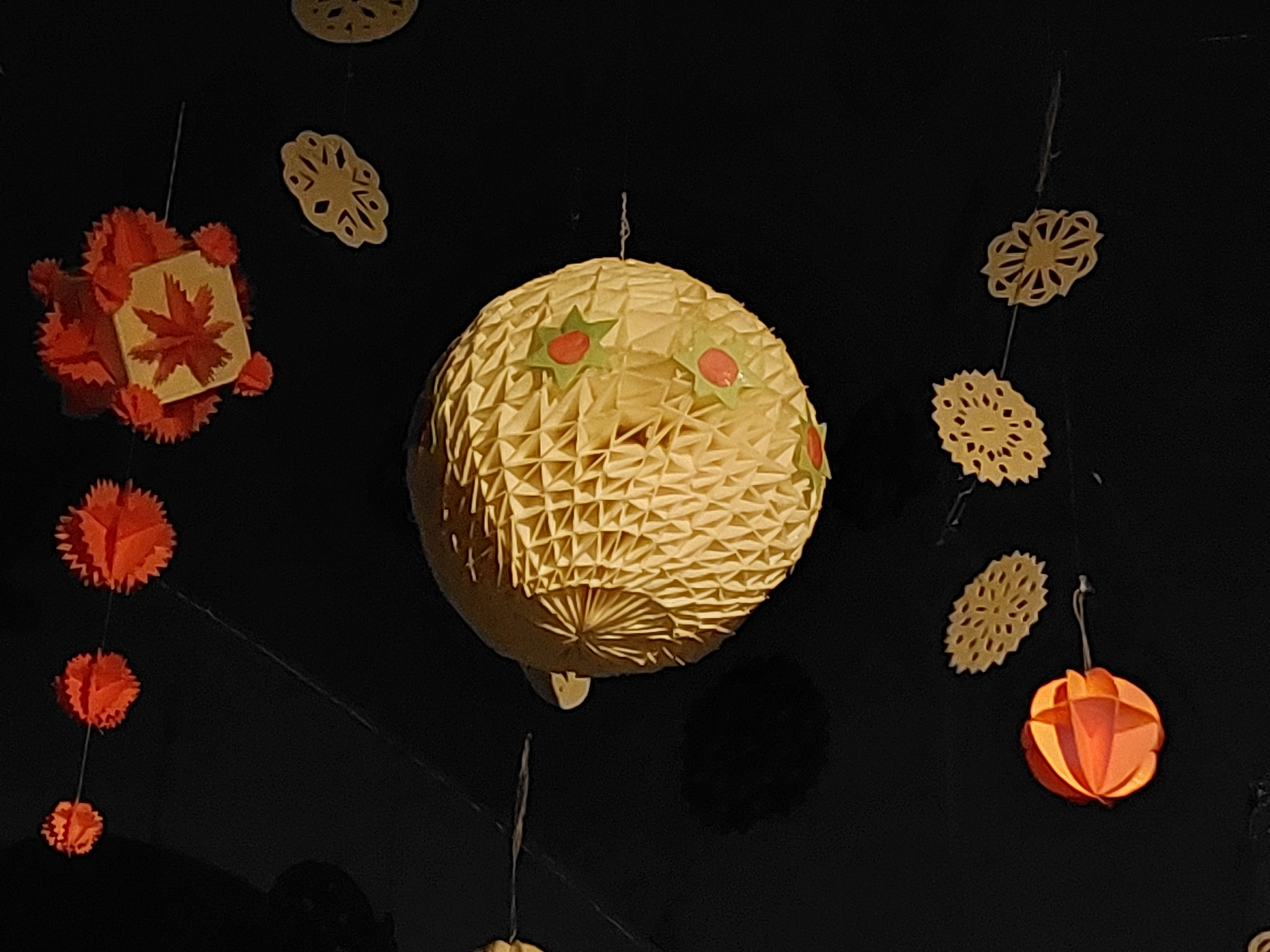
Światy

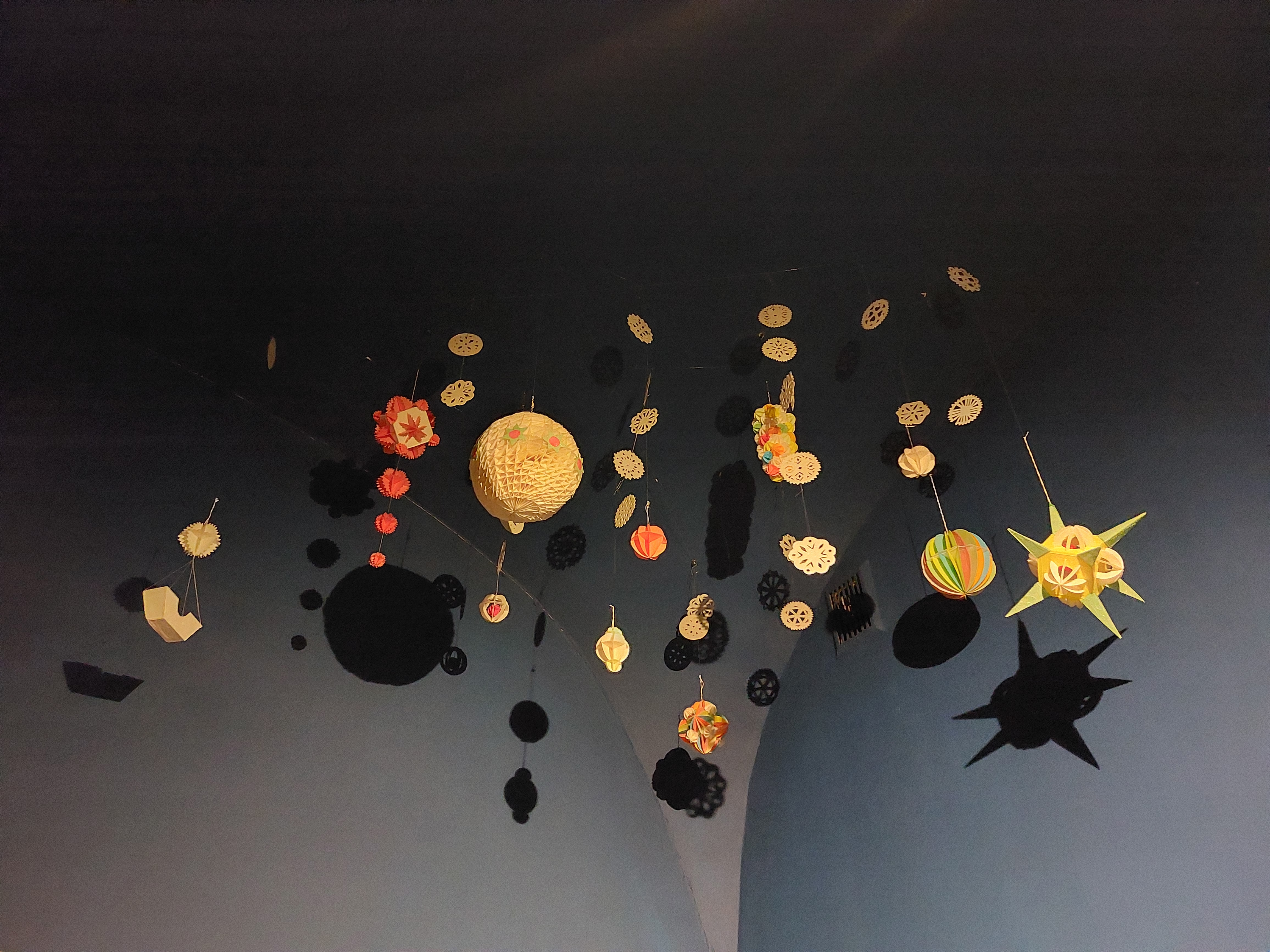
Światy

Świat – tradycyjna ozdoba bożonarodzeniowa wykonana z opłatka, charakterystyczna tylko dla polskiej kultury ludowej.
Jest to przestrzenna ozdoba w postaci kuli lub bardziej skomplikowanej kompozycji składającej się z elementów (warstw) kulistych. Powstaje z wyciętych z opłatka elementów o różnych kształtach i kolorach, które łączy się używając śliny.
Światy występowały jako samodzielne ozdoby, które wieszano nad stołem, na belkach stropowych, w pobliżu ołtarzyka domowego (w tzw. świętym kącie) lub przy wizerunkach świętych. Zawieszano je na lnianych niciach lub końskim włosiu, aby poruszały się przy najmniejszym ruchu powietrza. Były także dekoracją podłaźniczek i pierwszych choinek.
Nazwa kojarzy się z kulą ziemską  i stanowi symbol władzy nowonarodzonego Chrystusa nad światem.

Świat nazywano  także wilijką, ponieważ wykonywano go w wigilię Bożego Narodzenia.
Ozdoby wykonane z opłatka trzymano jak najdłużej, bo wierzono, że ich obecność w domu przynosi szczęście i błogosławieństwo Boże.
Opłatki wykorzystywano do dekoracji wnętrz od przełomu XVII i XVIII wieku w szlacheckich dworach, z czasem także w izbach chłopskich. Na początku XX wieku światy znane były na całym prawie obszarze zamieszkałym przez Polaków, ale najbardziej popularne były w Polsce południowej: na Podhalu, Śląsku Cieszyńskim, ziemi krakowskiej. W innych rejonach Polski wykonywano  jednopłaszczyznowe ozdoby – gwiazdy, rozety, krążki itp..